# Venus från Langenzersdorf

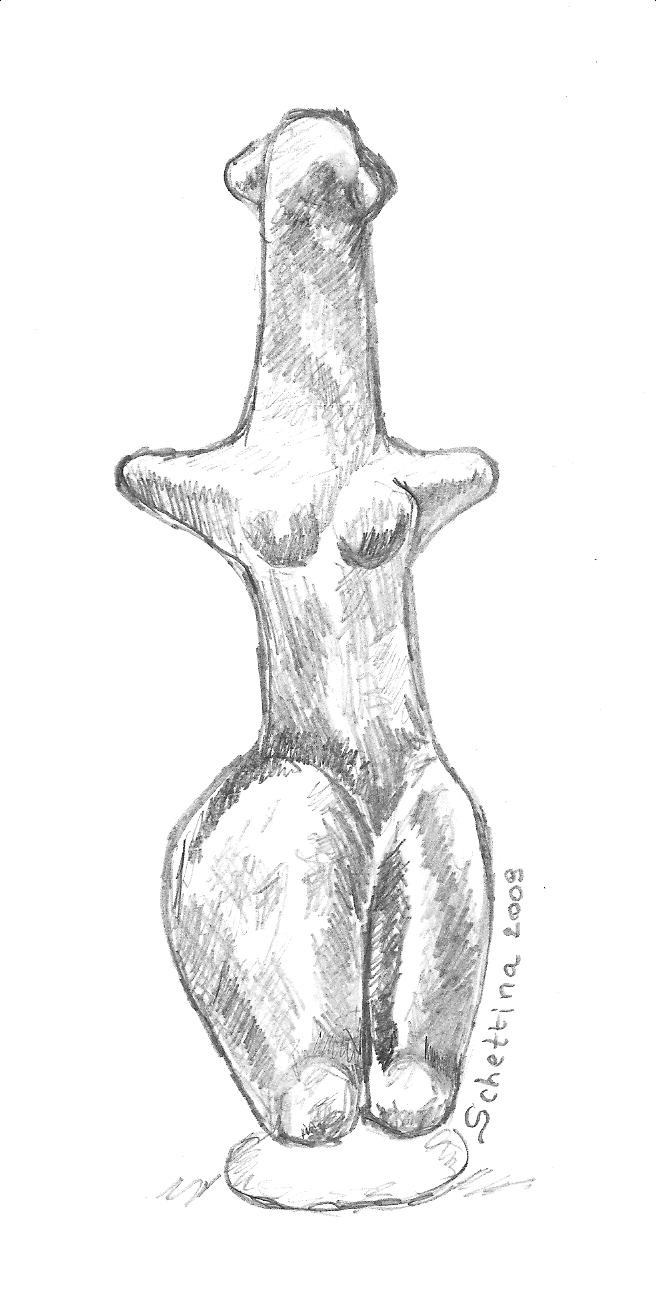
Teckning av Venus från Langenzersdorf

Venus från Langenzersdorf är en figurin från neolitikum, som upptäcks i Österrike.
Venus från Langerzersdorf är 18 cm hög och gjord av keramik. Den upptäckter 1955/56 i Langenzersdorf i Niederösterreich och är daterad till tidiga Lengyelkulturen, omkring 4 900 - 4 300 före Kristus. Den finns på Ortskundesmuseum Langenzersdorf.